# Протосинайская письменность
Протосинайская письменность — письмо наскальных надписей, первоначально найденных на Синайском полуострове в 1905 Флиндерсом Питри.
Основано на пиктографических знаках (голова человека, голова быка и т. д.).
Считается древнейшим алфавитным письмом, при этом достоверной датировки текстов нет, оценки колеблются от XIX до XV веков до н. э., а по мнению некоторых ученых — и позднее.

## Описание
Первые образцы были найдены на наскальных надписях, статуях и стелах, открытых при раскопках в Сарабит аль-Хадим, где во времена древнеегипетских Среднего и Нового Царств разрабатывались месторождения бирюзы. Всего в Синае в Палестине было обнаружено около 30 кратких, сильно поврежденных надписей.
Протосинайская письменность использовалась для записи западносемитского языка, родственного ханаанским языкам (в частности — финикийскому).
Небольшой набор знаков (не более 35) и их рисуночный характер позволили А. Х. Гардинеру в 1917 классифицировать протосинайскую письменность как консонантный алфавит (обозначаются только согласные) и предположить, что пиктографические знаки алфавита созданы на основе египетских иероглифов по акрофоническому принципу — каждая пиктограмма, происходящая от египетского иероглифа, использовалась для обозначения первого звука исходного слова. Гардинер считал протосинайскую письменность предком финикийского письма. На основе этих принципов Гардинер расшифровал слово bʻlt «Госпожа» — имя семитской богини.
Последующие дешифровки, основываются на принципах Гардинера, дали противоречивые результаты, ни одна из них не была признана окончательной. В частности, наиболее подробные дешифровки У. Ф. Олбрайта и А. ван ден Брандена сильно различаются.
Большинство учёных считает протосинайскую письменность в целом недешифрованной, а надежную дешифровку невозможной из-за малого объёма сохранившихся текстов.
Предположние о акрофоническом принципе использования знаков протосинайской письменности оспаривалось некоторыми исследователями, но оно является общепринятым.
Вопросы о взаимоотношении протосинайского письмо с протоханаанским письмом, о том, может ли протоханаанское письмо рассматриваться, как «промежуточным звено» между синайским письмом и финикийским алфавитом, и о том какая из этих систем может считаться первым алфавитом, зависят в первую очередь от датировок древнейших образцов протосинайского письма; однако надежные датировки отсутствуют, часть ученых придерживается версии о принадлежности древнейших образцов к периоду Среднего царства (XVIII век до н. э.), часть — версии о их принадлежности к началу периода Нового царства (XVI—XV век до н. э.).
Знаки различных надписей нестабильны по форме и ориентации, большинство записей сделаны сверху вниз, но используется также и письмо справа налево и слева направо. Из-за неустойчивого характера графем, точное их количество окончательно не определено, и находится между 22 и 30. В отличие от протоханаанского и финикийского письма, для протосинайского не найдено абецедариев, и поэтому порядок знаков в протосинайском алфавите достоверно не известен.
А. Г. Лундин предполагал родство и единое происхождение протосинайской письменности с другими консонантными алфавитами 2‑го тыс. до н. э. (не только финикийским, но также и угаритским, южносемитским, и др.), но отрицал его прямое происхождение от египетского иероглифического письма, считая схожесть знаков результатом стилизации возникшей на базе северосемитского (древнеханаанейского) алфавита письменности под египетские иероглифы. Лундин также относит протосинайскую письменность к значительно более позднему относительно первоначальных оценок времени — к XIII—XII вв. до н. э.
В 1993 году были открыты две надписи, сделанные письмом, схожим с протосинайским, и относительно надежно датируемые XVIII-XIX веками до н. э. — Надписи Вади-эль-Холь.
| F1 |

| F1 |

| O1 |

| O1 |

| A28 |

| A28 |

| D46 |

| D46 |

| N35 |

| N35 |

| I10 |

| I10 |

| D4 |

| D4 |

| D1 |

| D1 |

| D19 |

| D19 |

| Aa32 |

| Aa32 |

| Z9 |

| Z9 |

## Юникод
Консорциум Юникода отклонил заявку на внесение протосинайской письменности в стандарт Юникод, так как счёл её неподходящей для кодировки.